# Parametadiona
La parametadiona es un fármaco de la familia de las oxazolidindionas comercializado para crisis epilépticas.

## Usos indicados
El fármaco se empleó para el tratamiento de crisis de ausencia.
Las acciones de la parametadiona son similares a los de la trimetadiona, pero a diferencia de esta, con la parametadiona el efecto secundario de hemeralopía, efecto de visión borrosa que se nota al ver objetos con luces brillantes, que es desagradable pero no dañino, es menos pronunciado. Con la trimetadiona, la hemeralopía ocurre en 50 a 75 por ciento de los casos. Además, la parametadiona es más potente que la trimetadiona en las convulsiones clónico-tónicas inducidas por el pentilenotetrazol.
Al igual que con la trimetadiona y la etadiona, la parametadiona tiene el potencial de precipitar síndrome nefrótico con el uso a largo plazo.

## Metabolismo
La distribución de la parametadione aún no se ha investigado. El producto de desmetilación de parametadiona se comporta de manera similar a la dimetadiona (volumen de distribución del 37%).

## Uso en embarazo y lactancia
No se recomienda. La parametadiona se considera equivalente a la trimetadiona en lo que respecta a sus efectos fetales. Malformaciones reportadas en dos familias son consistentes con el síndrome de parametadiona-trimetadiona fetal. Las malformaciones incluyeron tetralogía de Fallot, retraso mental, retraso del crecimiento y aumento de la incidencia de abortos espontáneos. Debido a esto, el fármaco cayó en desuso.